# Сидоренко Тетяна Олексіївна
Тетяна Олексіївна Сидоренко (нар. 6 вересня 1959, с. Поділ Срібнянського, нині Прилуцького району Чернігівської області) — українська журналістка, прозаїк, науковиця.

## Життєпис
Закінчила філологічний факультет Ніжинського державного педагогічного інституту імені М. В. Гоголя в 1982 році. 16 липня цього ж року розпочала трудову діяльність в редакції Носівської районної газети, де й пропрацювала на різних посадах, від кореспондента до відповідального секретаря редакції близько десяти років, до 1987.
В 1987-1989 навчалася в Київській вищій партійній школі на відділенні журналістики. Згодом за сімейними обставинами переїхала до Ніжина. 
З 1993 по 2013 рік працювала викладачем кафедри української літератури НДУ імені Гоголя.

## Творчість
Художні книги почала писати з 2011 року. Письменницький доробок Тетяни Сидоренко на сьогодні такий:
- неолітопис «Ізсередини» (2011)
- інтертекстуальна повість «Чечевиця» (2012),
- антифілософська фікція «Балувана Галя» (2012),
- збірка публіцистичних верлібрів «Архів емоцій» (2013),
- збірка новел «Море й старий» (2013),
- упорядкована книжка творів Ольги Сидоренко (матері) «Не можна забути…» (2013),
- сучасний бароковий роман «Ігри з Іваном» (2015),
- художньо-документальна книга «Поділ і подоляни: Історичний портрет українського села» (2016),
- збірка новел та оповідань «Гопак на могилках» (2017),
- повість «Подвійний хронотоп» (2017),
- повість «Ольга, дружина Пікассо» (2018),
- збірка «Триповісник» (містить повісті «Чечевиця», «Балувана Галя», «Тамарка й курка») (2018),
- збірка оповідань «Житіє Івасика Телесика» (2020).

## Відзнаки
- Лавреатка «Коронації слова» (2015),
- переможиця Обласного конкурсу рукописів (2017),
- лавреатка Чернігівської обласної літературної премії імені Михайла Коцюбинського (2017).